# Тавой
Таво́й (бирм. ထားဝယ် — Тхаве) — город на юго-востоке Мьянмы (бывшая Бирма), столица административной области Танинтайи. Расположен в 614,3 км к югу от Янгона на южном берегу реки Тавой. Население на 2004 год оценивается в 139 900 человек. Находясь на расстоянии 30 км по реке к Андаманскому морю, город является важным портом.

## История
Данная область была населена тавойцами, монами и каренами, а также тайскими моряками. Современный город был основан в 1751 году как порт, обслуживающий таиландскую столицу Аютия. Позднее территория попала под власть бирманцев, а потом была занята британцами после первой англо-бирманской войны в 1826. Железная дорога и шоссе к остальной части Мьянмы были проложены недавно. Тавой стал предметом обсуждения и споров по поводу трубопровода натурального газа между Мьянмой и Таиландом.
В XVIII веке народ интха переселился из Тавоя на озеро Инле, спасаясь от конфликтов с таиландцами и бирманцами. Они создали колоритную культуру на юге штата Шан.

## Экономика
Тавойская одежда — лонджи и саронги — знамениты на всю страну. Производится также каучук, сушёная рыба и тиковая древесина. Выращиваются орехи кэшью и бетель, орехи экспортируются в Китай, Индию и Таиланд. Здесь выращиваются тропические фрукты — ананасы, манго и дурианы. Здесь выращивается уникальный фрукт «зинтиi» (на местном диалекте), который не растёт более нигде.

## Язык
В Тавое есть собственный бесписьменный язык, который официально считается диалектом бирманского.

## Достопримечательности
В окрестностях на море — живописные пляжи. Имеются горячие источники.
Буддийские памятники:
- Пагода Шин Мотети к югу от города
- Пагода Шин Моу к северу от города
- Пагода Лоука Тарафу с самым большим в Бирме лежащим Буддой (80 м)